# Zsolt Érsek
Zsolt Érsek (ur. 13 czerwca 1966 w Budapeszcie) – węgierski florecista, brązowy medalista igrzysk olimpijskich i mistrzostw świata.
Na igrzyskach olimpijskich w Seulu w 1988 roku reprezentacja Węgier w składzie: Zsolt Érsek, Pál Szekeres, István Szelei, István Busa i Róbert Gátai wywalczyła brązowy medal w zawodach drużynowych. Indywidualnie zajął piątą pozycję. Na rozgrywanych cztery lata później igrzyskach olimpijskich w Barcelonie był czwarty drużynowo i czternasty indywidualnie. Brał również udział w igrzyskach olimpijskich w Atlancie w 1996 roku, zajmując piąte miejsce drużynowo i dziesiąte indywidualnie.
Wspólnie z Istvánem Busą, Róbertem Gátaiem i Istvánem Szeleiem zdobył również brązowy medal podczas mistrzostw świata w Lozannie w 1987 roku.
Zdobywca brązowego medalu indywidualnie i złotego drużynowo na mistrzostwach Europy w Wiedniu w 1991 roku. 